# A bit o' this & that
A bit o' this & that es un álbum de Emilie Autumn que contiene rarezas, b-sides, remixes y versiones de años anteriores de su carrera. Fue lanzado en iTunes el 23 de abril de 2007, y el 17 de agosto se editó una versión limitada de solo 3000 copias totales. En la página oficial de Emilie se publicó la siguiente descripción:
"¿Que discografía se encontraría completa sin una compilación de rarezas y viejos b-sides, sin mencionar los ocasionales covers grabados mientras se está sentado en la cama? En "A bit o' this & that," el prodigio violín clásico y la colaboración con artistas como Courrney Love y Billy Corgan comparten su raro y maravilloso sentido de lo extraño, interpretando canciones de musicales de Broadway, shows de la BBC y The Smiths, mientras salen a la luz voces ridículamente largas para su propia composición, y seguido de todas las extrañezas, una versión verdaderamente original de "The star spangled banner". ¿Que podría ser mas hermosamente ridículo?"
Fue relanzado nuevamente el 29 de febrero de 2008 en una versión estándar.

## Pistas
1. "Chambermaid" (Space mix) - 6:46
2. "What if" (Celtic mix) - 4:23
3. "Hollow like my soul" (M. Boyd, Arr. E. Autumn) - 4:47
4. "By the sword" - 5:08
5. "I don't care much" (Canción del musical "Cabaret") - 4:51
6. "I know it's over" (Live) (The Smiths) - 6:42
7. "Find me a man" - 5:05
8. "O mistress mine" (Palabras de William Shakespeare) - 5:27
9. "The star spangled banner" (Francis Scott Key) - 1:47
10. "All my loving" (The Beatles) - 2:08
11. "Sonata in D minor for violin and continuo" (Live) (Francesco Maria Veracini) - 9:30
12. "Ancient grounds" - 5:38
13. "Always look on the bright side of life" (Eric Idle, "Monty python's life of brian") - 3:36
14. "With every passing day" (Alexander Faris, "Upstairs downstairs") - 1:53
15. "Miss lucy had some leeches" (Live) - 7:52